# Diocesi di Anbar
La diocesi di Anbar è una sede soppressa della Chiesa d'Oriente attestata dal V all'XI secolo, e una sede titolare della Chiesa cattolica.

## Storia
Anbar, l'antica Firuz Châpûr o Perisapora, è stata sede di un'antica diocesi della Chiesa d'Oriente dipendente direttamente dalla provincia ecclesiastica del patriarcato di Seleucia-Ctesifonte. La città si trovava nella satrapia dell'Asuristan, nella regione chiamata in siriaco Beth Aramaye; le sue rovine si possono ammirare a pochi chilometri da Falluja, vicino a Saqlawiyah, nel governatorato di al-Anbar.
Dell'antica sede sono noti 14 vescovi tra il 486 ed il 1074; di questi tre furono in seguito eletti patriarchi della Chiesa nestoriana. Secondo le liste delle diocesi della Chiesa d'Oriente riportate da Elia di Damasco nel IX secolo, Anbar era una delle tredici diocesi suffraganee dipendenti dal catholicos e patriarca di Seleucia-Ctesifonte. Malgrado non siano più noti vescovi a partire dalla fine dell'XI secolo, una presenza cristiana continuò nel distretto di Anbar almeno fino alla seconda metà del XIII secolo; risale infatti a quest'epoca (1276) un manoscritto copiato da un monaco di nome Giwargis del monastero di Mar Yonan sull'Eufrate, vicino ad Anbar.
Dal 1980 Anbar è annoverata tra le sedi vescovili titolari della Chiesa cattolica con il nome di Anbar dei Caldei (in latino: Anbarensis Chaldaeorum); dal 12 gennaio 2001 il vescovo titolare è Shlemon Warduni, già vescovo di curia del patriarcato di Babilonia dei Caldei.

## Cronotassi

### Vescovi della Chiesa d'Oriente
- Mosé † (menzionato nel 486)
- Shamaʿ † (menzionato nel 497)
- Simone † (prima del 540 - dopo il 554)
- Marai † (menzionato nel 576)
- Simone † (menzionato nel 605)
- Slibaʿzkha † (fine VII secolo)[1]
- Giovanni † (menzionato nel 790)
- Teodosio † (? - circa 835/837 nominato metropolita di Beth Lapat)[2]
- Giovanni bar Narsai † (prima dell'872 - 884 eletto patriarca della Chiesa d'Oriente)
- Elia I † (menzionato nel 921/922)[3]
- Sabrishoʿ † (? - dopo il 987 nominato metropolita di Beth Lapat)
- Elia II † (? - prima del 1018 nominato metropolita di Mosul e Erbil)
- Mundhar † (menzionato nel 1028)
- Mari † (circa 1063/64 - dopo il 1074)

### Vescovi titolari
- Stéphane Katchou † (3 ottobre 1980 - 10 novembre 1981 succeduto arcieparca di Bassora)
- Ibrahim Namo Ibrahim (11 gennaio 1982 - 3 agosto 1985 nominato eparca di San Tommaso Apostolo di Detroit)
- Shlemon Warduni, dal 12 gennaio 2001